# Ljudmila Aksjonova
Ljudmila Vasiljevna Aksjonova (rusko Людмила Васильевна Аксёнова), ukrajinska atletinja, * 23. april 1947, Sevastopol, Sovjetska zveza.
Nastopila je na olimpijskih igrah leta 1976 ter osvojila bronasto medaljo v štafeti 4×400 m. Na evropskih dvoranskih prvenstvih je osvojila naslove prvakinje v štafetah 4x200 m in 4x400 m leta 1971 ter 4x320 m leta 1975, leta 1972 pa srebrno medaljo v štafeti 4x360 m.